# Eois lunulosa
Eois lunulosa là một loài bướm đêm trong họ Geometridae.